# Saqqez
Saqqez (eller Saqqez; persisk: سقز) er en by, som er hovedstaden i Saqqez County, Kurdistan-provinsen, Iran. Ifølge 2016-folketællingen var dens befolkning 165.258.

## Ekstern henvisninger
- Wikimedia Commons har flere filer relateret til Saqqez